# داده‌های سلامت
داده‌های سلامت هر داده که "مربوط به شرایط بهداشتی، نتایج باروری، علل مرگ و کیفیت زندگی " برای یک فرد یا جامعه است. داده‌های بهداشت شامل معیارهای بالینی همراه با اطلاعات محیط زیستی، اجتماعی، اقتصادی و رفتاری مربوط به سلامتی است.

## تعریف
تعدادی از داده‌های بهداشتی جمع‌آوری و استفاده می‌شود در مواقعی که افراد با سیستم‌های مراقبت‌های بهداشتی ارتباط برقرار می‌کنند. این داده‌ها که توسط تأمین کنندگان مراقبت‌های بهداشتی، معمولاً شامل سابقه خدمات دریافت شده، شرایط خدمات و نتایج بالینی یا اطلاعات مربوط به آن خدمات می‌شود. جمع‌آوری شده، از لحاظ تاریخی بیشترین داده‌های بهداشتی از این چارچوب ارایه شده‌است. ظهور و پیشرفت در فناوری اطلاعات سلامت، eHealth با این حال، جمع‌آوری و استفاده از داده‌های بهداشتی را گسترش داده‌اند اما همچنین موجب امنیت جدید، حریم خصوصی و اخلاقیات شده‌است. جمع‌آوری و استفاده از داده‌های بهداشتی توسط بیماران در حال افزایش است جزء اصلی سلامت دیجیتال است.
داده‌های بهداشتی هر گونه اطلاعات مربوط به شرایط بهداشتی، نتایج تولید مثل، علت مرگ و کیفیت زندگی را برای یک فرد یا جمعیت می‌باشد. داده‌های بهداشت شامل معیارهای بالینی همراه با اطلاعات زیست‌محیطی، اجتماعی، اقتصادی و رفتاری مرتبط به سلامتی و تندرستی باشد.
زمانی که افراد با سیستم‌های مراقبت‌های بهداشتی ارتباط برقرار می‌کنند تعدادی از داده‌های بهداشتی جمع‌آوری و استفاده می‌شود. این داده‌ها که توسط ارائه دهندگان خدمات بهداشتی جمع‌آوری می‌شوند، معمولاً شامل سابقه خدمات دریافت شده، شرایط خدمات و نتایج بالینی یا اطلاعات مربوط به آن خدمات می‌شود. از لحاظ تاریخی، بیشتر اطلاعات بهداشتی از این چارچوب ارایه شده‌است. با این حال، ظهور سلامت الکترونیک و پیشرفت در فناوری اطلاعات سلامت جمع‌آوری و استفاده از داده‌های بهداشتی را گسترش داده اما باعث ایجاد نگرانی‌های امنیتی، حفظ حریم خصوصی و اخلاقی نیز شده‌است. جمع‌آوری و استفاده از داده‌های بهداشتی توسط بیماران در حال افزایش است و این جزء اصلی سلامت دیجیتال است.

## انواع
داده‌های بهداشتی به صورت ساختاری یا بدون ساختار طبقه‌بندی می‌شوند. داده‌های بهداشت ساختاری استاندارد شده و به راحتی قابل انتقال بین سیستم‌های اطلاعات سلامت می‌باشد. به عنوان مثال، نام بیمار، تاریخ تولد یا نتیجه آزمایش خون را می‌توان در فرمت داده ساختاری ثبت کرد. داده‌های بهداشت نامرتبط، برخلاف داده‌های ساختاری، استاندارد نمی‌شوند. ایمیل‌ها، ضبط‌های صوتی یا یادداشت‌های پزشک در مورد یک بیمار نمونه‌هایی از اطلاعات بهداشتی بدون ساختار است. در حالی که پیشرفت در فناوری اطلاعات سلامت جمع‌آوری و استفاده گسترش یافته‌است، پیچیدگی اطلاعات سلامت مانع استانداردسازی در صنعت مراقبت‌های بهداشتی شده‌است. از سال ۲۰۱۳ تخمین زده شده‌است که تقریباً ۶۰٪از اطلاعات بهداشتی در ایالات متحده به صورت غیر ساختاری صورت گرفته‌است.
همچنین داده‌های بهداشتی به صورت ساختاری یا بدون ساختار طبقه‌بندی می‌شوند. داده‌های بهداشتی ساختاری استانداردی شده و به راحتی قابل انتقال بین سیستم‌های اطلاعات سلامت می‌باشد. به عنوان مثال، نام بیمار، تاریخ تولد یا نتیجه آزمایش خون را می‌توان در فرمت داده ساختاری ثبت کرد. داده‌های بهداشت نامرتبط، برخلاف داده‌های ساختاری، استاندارد نمی‌شوند. ایمیل‌ها، ضبط‌های صوتی یا یادداشت‌های پزشک در مورد یک بیمار نمونه‌هایی از اطلاعات بهداشتی بدون ساختار می‌باشد. در حالی که پیشرفت در فناوری اطلاعات سلامت جمع‌آوری و استفاده گسترش یافته‌است، پیچیدگی اطلاعات سلامت مانع استانداردسازی در صنعت مراقبت‌های بهداشتی شده‌است. از سال ۲۰۱۳، تخمین زده شده‌است که تقریباً ۶۰ درصد از اطلاعات بهداشتی در ایالات متحده، بدون ساختار بوده‌است.